# Wasbüttel
Wasbüttel er en kommune i Landkreis Gifhorn i den tyske delstat Niedersachsen. Den ligger i den sydøstlige del af amtet (Samtgemeinde) Isenbüttel,

## Geografi
Wasbüttel ligger mellem naturparkerne Südheide og Elm-Lappwald i trekanten mellem byerne Wolfsburg, Braunschweig landkreisens administrationsby Gifhorn. Elbe-Seitenkanalen drejer i den det østlige hjørne af kommunen af fra Mittellandkanal.

### Nabokommuner
Nabokommuner er Isenbüttel, Calberlah og Meine.